# Ягю Синган-рю
Ягю Синган-рю (яп. 柳生心眼流) — классическое японское боевое искусство (корю), сого будзюцу, основанное приблизительно 1600 году.

## История
Школа Ягю Синган-рю была основана приблизительно в 1600 году в начале периода Эдо. Различные стили Ягю Синган-рю, Хэйходзюцу и Тайдзюцу, были основаны различными мастерами, такими как Такэнага Хаято и Араки Матаэмон соответственно, но все они восходят к Усю Татэваки (яп. 羽州 帯刀), который упоминается в некоторых исторических свитках как Синдо Татэваки, основатель стиля Синдо-рю.
Слово «синган» (яп. 心眼) уходит своими корнями к философии дзэн, и было выбрано для описания фундаментальных принципов стиля. Синган означает «глаз души» или «глаз сердца», и ссылается на способность чувствовать или читать намерения оппонента посредством внутренних ощущений. Первоначально школа именовалась как Синган-рю, однако позднее она была переименована в Ягю Синган-рю в связи с влиянием школы Ягю Тадзима-но-ками Мунэнори Ягю Синкагэ-рю.
Школа Ягю Синган-рю была создана как комплексная боевая система с большим набором используемого оружия и внушительным арсеналом приёмов борьбы как с обычным, так и с одетым в доспехи противником. Методы стиля ориентированы на быстрое и не затратное с точки зрения физической силы устранение противника. В давние времена Ягю Синган-рю  и Ягю Синкагэ-рю были очень похожи, так как состояли из множества вооружённых и безоружных приёмов борьбы. Однако по прошествии времени Ягю Синкагэ-рю оставалась сосредоточена главным образом на искусстве фехтования (кэндзюцу), в то время как Ягю Синган-рю сформировалась в комплексную боевую систему, обучающую множеству различных дисциплин, таких как дзюдзюцу, бодзюцу, нагинатадзюцу и иайдзюцу.

### Линия Эдо
Араки Матаэмон (яп. 荒木 又右衛門, 1594 — 1634) считается духовным отцом-основателем линии Эдо Ягю Синган-рю, позже ставшей известной как Ягю Синган-рю Тайдзюцу, однако точное его влияние на стиль школы до конца неясно. Мастер практиковал методы школы Ягю Синкагэ-рю под руководством сэнсэя Ягю Мунэнори. Согласно легенде, Мунэнори выхватил меч и неожиданно напал на Араки, однако последний моментально защитился всего лишь свёрнутым листом бумаги. После прохождения этого теста Араки получил мэнкё кайдэн школы Ягю Синкагэ-рю. Согласно ещё одной легенде, учителем Матаэмона был Ягю Дзюбэй. Эта версия освещается в популярном японском телесериале «Три поколения меча Ягю» (англ. Three Generations of the Yagyū Sword).
Первоначально школа Араки Синган-рю была известна как Араки-до. По одной из версий Ягю Дзюбэй дал разрешение Матаэмону на использование приставки «Ягю» в названии своего стиля. Легенда гласит, что Араки Матаэмон основал Ягю Синган рю в Сэндай (префектура Мияги). Позже второй глава школы Кояма Самон (1718—1800) перенёс искусство из Сэндай в Эдо, тем самым основав Эдо линию Ягю Синган-рю. Кояма основал додзё в Асакуса, Токио, где обучал в течение 18 лет. Позже он удалился в свой родной город Сэндай.
В отличие от линии Сэндай, линия Эдо Ягю Синган-рю не использует доспехи в повседневных тренировках (однако методы борьбы в них изучаются). Вместо них надевается доги, хакама и традиционные сандалии, известные как дзори. Для защиты головы надевают белую головную повязку со вставленной железной пластиной.
Текущий глава школы, Кадзицука Ясуси, родился в городе Зуси, префектура Канагава, и начал своё обучение в 1965 году у 10-го главы школы Муто Масао, коллекционера и историка, специализирующегося на классических боевых искусствах Японии. В 2001 году Муто сэнсэй скончался, и Кадзицука был назначен главой школы Ягю Синган рю Тайдзюцу. Муто сэнсэй также наградил его мэнкё кайдэн в Ягю Синкагэ рю (по линии Оцубо). На сегодняшний день Кадзицука Ясуси проживает в префектуре Тотиги. Он регулярно посещает свои додзё в префектуре Канагава, которые находятся под наблюдение старших наставников.

### Линия Сэндай
Такэнага Хаято (яп. 竹永 隼人) основал Ягю Синган-рю, изучив его во времена раннего периода Эдо в Сэндай, префектура Мияги. До создания Ягю Синган-рю Хаято изучал Синдо-рю, Синкагэ-рю, Сюдза-рю, Тода-рю и Ягю Синкагэ-рю по линии Эдо. Последнюю школу он изучал после того, как прибыл в Эдо и был нанят семьёй Ягю. Больше всех влияние на Хаято оказывала школа Синган-рю, разработанная Синдо Татэваки.
После Такэнага Хаято традиция перешла к Ёсикава Итироэмону (яп. 吉川市郎右衛門), от него к Ито Кюдзабуро, а затем к Кояме Самону, который путешествовал в Эдо и стал главою линии Эдо Ягю Синган-рю.
В отличие от линии Эдо Ягю Синган-рю, Сэндай Ягю Синган-рю изучает методы школы в самурайских доспехах. Стиль Такэнаги Хаято охватывает такие дисциплины, как кэндзюцу, иайдзюцу, сюрикэндзюцу, дзюдзюцу, бодзюцу, ходзёдзюцу и каппо (лечебные и восстанавливающие методы).
На сегодняшний день линия Сэндай Ягю Синган-рю находится под руководством глав школы Симадзу Кэндзи (яп. 島津兼治(東京都), 1938 года рождения) и Хоси Кунио (яп. 星國雄). Симадзу сэнсэй управляет школой в додзё, расположенном в Токио.

## Генеалогия
Линия Эдо:
1. Араки Матаэмон (яп. 荒木又右衛門);
2. Кояма Самон (яп. 荒木又右衛門);
3. Мацуо Ориэмон (яп. 松尾織右衛門);
4. Маэхара Гэнтадзаэмон (яп. 前原源太左衛門);
5. Ивамототё Уэмон (яп. 岩本長右衛門);
6. Гото Ягюсай (яп. 後藤柳生斎);
7. Осима Масатэру (яп. 大嶋一学正照(近代祖));
8. Хосино Тэнти (яп. 星野天知);
9. Исикава Ясиродзи (яп. 石川八代次);
10. Ямамото Васабуро (яп. 山本和三郎);
11. Муто Масао (яп. 武藤正雄);
12. Кадзицука Ясуси (яп. 梶塚靖司).

Линия Сэндай:
1. Усю Татэваки Кацуёси, основатель Синган-рю;
2. Косю Камбубу Дохорикэн;
3. Аракава Дзирозаэмон Масанобу;
4. Тода Сэйган Нюдо Удзисигэ;
5. Ягю Тадзима-но-ками Мунэмори;
6. Такэнага Хаято (яп. 竹永隼人);
7. Ёсикава Итироэмон (яп. 吉川市郎右衛門);
8. Ито Кюдзабуро (яп. 伊藤久三郎);
9. Кояма Самон (яп. 小山左門);
10. Айдзава Таданосин Токэн;
11. Тиба Ёсикадзу (яп. 千葉義祐);
12. Сатакэ Синносукэ;
13. Като Гондзо (яп. 加藤権蔵);
14. Хоси Синкити (яп. 星貞吉).

Далее происходит разветвление на:
1. Кано Ясуёси;
2. Айдзава Томио (яп. 相沢富雄);
3. Симадзу Кэндзи (яп. 島津兼治).

и
1. Хоси Сэйэмон;
2. Хоси Хикодзюро;
3. Хоси Кунио;
4. Хоси Кунио II и Симадзу Кэндзи.